# Harstad Idrettslag Futsal 2008-2009
Questa voce raccoglie le informazioni riguardanti l'Harstad Idrettslag Futsal nelle competizioni ufficiali della stagione 2008-2009.

## Stagione
L'Harstad ha partecipato alla Futsal Eliteserie 2008-2009, primo campionato norvegese riconosciuto dalla Norges Fotballforbund. La squadra ha chiuso l'annata al 9º posto finale, retrocedendo pertanto in 1. divisjon.

## Rosa
| N° | Naz.                | Ruolo | Sportivo      | Anno     |  |  |
| -- | ------------------- | ----- | ------------- | -------- |  |  |
|    | Norvegia (bandiera) |       | Ole Johan Aas | 09.07.86 |  |  |

## Risultati

### Eliteserie

#### Girone di andata
| 29 novembre 2008, ore 14:00 1ª giornata | Sandefjord | 4 – 3 referto | Harstad | \| Arbitro: \| Hanssen \| |
| Arbitro:                                | Hanssen    |               |         |                           |

| 29 novembre 2008, ore 20:00 2ª giornata | Harstad | 11 – 6 referto | Fyllingsdalen | \| Arbitro: \| Hussain \| |
| Arbitro:                                | Hussain |                |               |                           |

| 30 novembre 2008, ore 14:00 3ª giornata | Harstad | 1 – 3 referto | KFUM Oslo | \| Arbitro: \| Hanssen \| |
| Arbitro:                                | Hanssen |               |           |                           |

| 13 dicembre 2008, ore 12:00 4ª giornata | Holmlia | 3 – 3 referto | Harstad | \| Arbitro: \| Lyngbø \| |
| Arbitro:                                | Lyngbø  |               |         |                          |

| 13 dicembre 2008, ore 18:00 5ª giornata | Harstad | 2 – 7 referto | Solør | \| Arbitro: \| Krokdal \| |
| Arbitro:                                | Krokdal |               |       |                           |

| 14 dicembre 2008, ore 12:00 6ª giornata | Bogstadveien       | 7 – 5 referto | Harstad | \| Arbitro: \| Hafsås (Trondheim) \| |
| Arbitro:                                | Hafsås (Trondheim) |               |         |                                      |

| 3 gennaio 2009, ore 12:00 7ª giornata | Harstad | 4 – 8 referto | Vegakameratene | \| Arbitro: \| Sjelle \| |
| Arbitro:                              | Sjelle  |               |                |                          |

| 3 gennaio 2009, ore 19:00 8ª giornata | Nidaros | 4 – 2 referto | Harstad | \| Arbitro: \| Myhren \| |
| Arbitro:                              | Myhren  |               |         |                          |

| 4 gennaio 2009, ore 14:00 9ª giornata | Harstad | 0 – 2 referto | Horten | \| Arbitro: \| Ølmheim \| |
| Arbitro:                              | Ølmheim |               |        |                           |

#### Girone di ritorno
| 17 gennaio 2009, ore 14:00 10ª giornata | Harstad | 6 – 5 referto | Sandefjord | \| Arbitro: \| Hussain \| |
| Arbitro:                                | Hussain |               |            |                           |

| 17 gennaio 2009, ore 20:00 11ª giornata | Fyllingsdalen | 6 – 6 referto | Harstad | \| Arbitro: \| Ølmheim \| |
| Arbitro:                                | Ølmheim       |               |         |                           |

| 18 gennaio 2009, ore 14:00 12ª giornata | KFUM Oslo | 5 – 1 referto | Harstad | \| Arbitro: \| Hussain \| |
| Arbitro:                                | Hussain   |               |         |                           |

| 24 gennaio 2009, ore 12:00 13ª giornata | Harstad         | 4 – 7 referto | Holmlia | \| Arbitro: \| Konstali Randen \| |
| Arbitro:                                | Konstali Randen |               |         |                                   |

| 24 gennaio 2009, ore 18:00 14ª giornata | Solør  | 5 – 1 referto | Harstad | \| Arbitro: \| Sjelle \| |
| Arbitro:                                | Sjelle |               |         |                          |

| 25 gennaio 2009, ore 12:00 15ª giornata | Harstad         | 8 – 5 referto | Bogstadveien | \| Arbitro: \| Konstali Randen \| |
| Arbitro:                                | Konstali Randen |               |              |                                   |

| 14 febbraio 2009, ore 12:00 16ª giornata | Vegakameratene | 8 – 3 referto | Harstad | \| Arbitro: \| Steen (Bergen) \| |
| Arbitro:                                 | Steen (Bergen) |               |         |                                  |

| 14 febbraio 2009, ore 18:00 17ª giornata | Harstad       | 2 – 12 referto | Nidaros | \| Arbitro: \| Thorsø Hansen \| |
| Arbitro:                                 | Thorsø Hansen |                |         |                                 |

| 15 febbraio 2009, ore 19:00 18ª giornata | Horten  | 4 – 4 referto | Harstad | \| Arbitro: \| Ølmheim \| |
| Arbitro:                                 | Ølmheim |               |         |                           |